# Георги Петков (оперен певец)
Георги Петков е български оперен певец (баритон) и вокален педагог. Един от учениците на прочутия български певец Борис Христов.

## Биография
Роден е през 1957 г. в София.

### Образование
Завършва музикалното училище „Любомир Пипков“. По време на военната си служба е втори диригент на Младежкия мъжки хор „София“. След това завършва оперно пеене в Българската държавна консерватория.
През 1989 г. се явява на изпит за обучение при Борис Христов в създадената от него музикална академия в Рим. Той е сред избраните от него и заминава с третата група; освен обучението правят и серия концерти.

### Оперен певец
Дебютът му е през 1981 г. в ролята на сержант Белкоре от „Любовен еликсир“ от Доницети. Работи в учебния оперен театър в Сливен, няколко години във Варненската опера, а от 1990 до 1991 г. в Пловдив, гастролира и в София. Явява се на оперния конкурс „Белведере“ във Виена и след чудесно представяне се установява в този град, като има изяви в Нова Виенска опера, представяща съвременното изкуство.
Кариерата му е усложнена от здравословен проблем – получена по време на турне простуда дава проблеми в сърцето. През 2007 г. се налага да му се направи трансплантация на сърце. Извършена във Виена от бележит хирург, тя преминава успешно.
Георги Петров е изиграл 41 роли, като най-често играната и любима роля е Фигаро от „Севилският бръснар“ на Росини; любима опера му е „Бохеми“.

### Музикален педагог
Занимава се в вокална педагогика от 1992 г. Преподавател в Музикалното училище „Любомир Пипков“ в София и в консерваториите „Прайнер“, „Густав Малер“ и „Франц Шуберт“ във Виена. В България е вокален педагог на женския самодеен хор „Христина Морфова“, осъществява и преподавателска дейност.